# 德国经济亚太委员会
德国经济亚太委员会 (德語：Asien-Pazifik-Ausschuss der Deutschen Wirtschaft，簡稱APA）是一个由德国企業组成的利益團體，該組織旨在促进亚洲和德国之间的双向贸易和投资。該組織於1993年9月24日在科隆成立。

## 外部鏈接
- 官方網站 （页面存档备份，存于）